# Cisalpino
Die Cisalpino AG (lat. diesseits der Alpen, Alpensüdseite) war von 1993 bis 2009 eine Bahngesellschaft mit Sitz in Muri bei Bern und ein Gemeinschaftsunternehmen der SBB und Trenitalia. Cisalpino, abgekürzt CIS, war gleichzeitig die Zuggattungs-Bezeichnung der von der Gesellschaft betriebenen Reisezüge.

## Unternehmen
In der Schweiz war Cisalpino ein Eisenbahnverkehrsunternehmen mit Netzzugangsbewilligung und Personenbeförderungs-Konzession für grenzüberschreitende Züge zwischen der Schweiz und Italien sowie nach Deutschland. In Italien blieben ihr beide Bewilligungen verwehrt, wodurch die Gesellschaft vollumfänglich auf die Kooperation mit Trenitalia angewiesen war. Im Falle von Streiks bei Trenitalia organisierte die Cisalpino AG in der Regel einen Schienenersatzverkehr ab/nach der Schweizer Grenze.
Das Zugpersonal wurde von SBB, Trenitalia und der Deutschen Bahn gestellt. Der Fahrkartenverkauf verlief über die beteiligten Bahnen und über Reisebüros. In Deutschland waren die CIS-Züge dabei tariflich dem Intercity-Express gleichgestellt, das heißt, sie gehörten der sogenannten Produktgruppe A an. Die Speisewagen der CIS-Züge wurden vom Unternehmen Cremonini S.p.A aus Rom betrieben.
Das Unternehmen beförderte 2007 12,4 Millionen Passagiere und erwirtschaftete einen Umsatz von 255 Millionen Schweizer Franken.
Am 25. September 2009 gaben die SBB und Trenitalia die Einstellung der operativen Tätigkeit der Cisalpino AG zum Fahrplanwechsel am 13. Dezember 2009 bekannt. Der internationale Personenfernverkehr zwischen der Schweiz und Italien wird seit diesem Datum von den beiden Staatsbahnen wieder getrennt durchgeführt. Bereits zum Fahrplanwechsel 2006 waren die 1998 begonnenen Cisalpino-Verbindungen mit ETR 470 auf der Strecke Zürich–Stuttgart aufgegeben worden. Als Grund nannten die SBB und Trenitalia die schon seit längerer Zeit unbefriedigende Qualität der internationalen Personenverkehrsverbindungen auf der Nord-Süd-Achse zwischen Italien und der Schweiz. Die 42 Mitarbeiter wurden bei den SBB und Trenitalia weiterbeschäftigt. Die Cisalpino-Flotte wurde unter den beiden Gesellschaften aufgeteilt.

## Strecken und Fahrzeuge

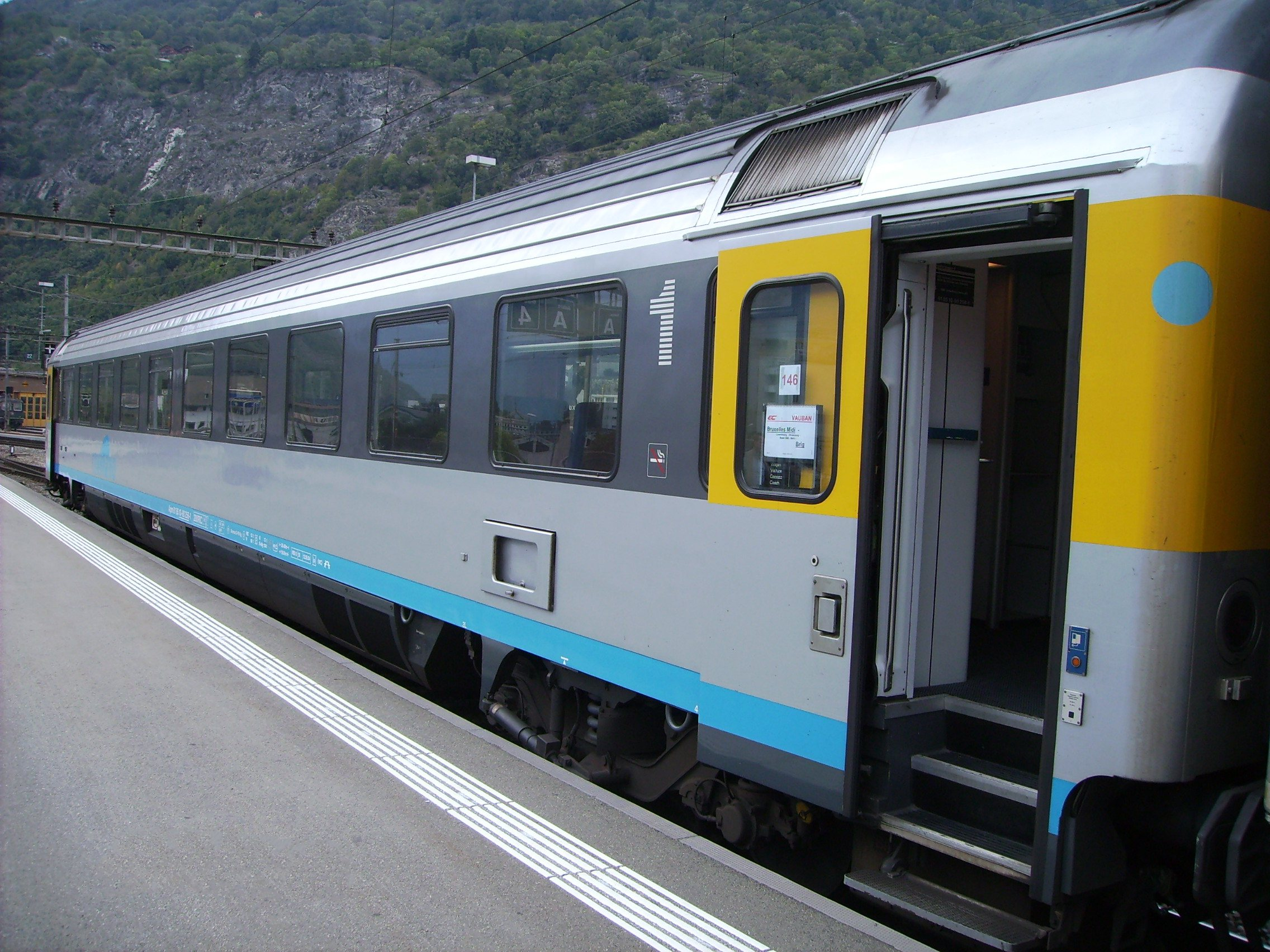
Ein EC-Wagen der SBB im Cisalpino-Anstrich

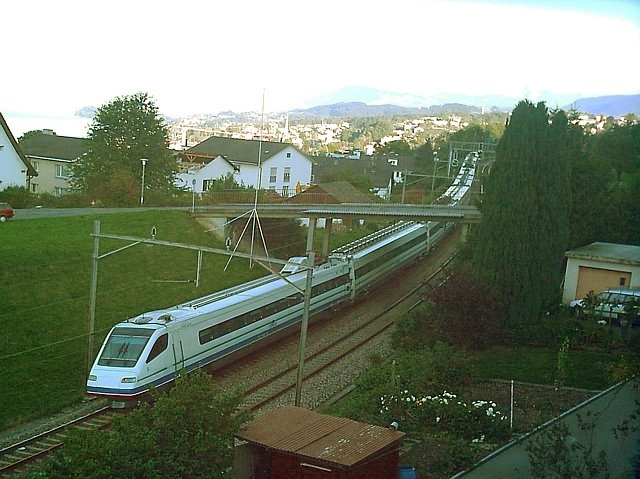
ETR 470

Cisalpino betrieb zwischen Zürich und Mailand, Florenz und Triest via Gotthard sowie zwischen Basel und Mailand via Lötschberg/Simplon als Fahrzeuge Hochgeschwindigkeits-Neigezüge. Für weitere Verbindungen zwischen der Schweiz und Italien setzte das Unternehmen herkömmliche mit Lokomotiven bespannte Züge mit EuroCity-Grossraumwagen der SBB ein, teilweise ergänzt durch modernisierte Eurofima- und Speisewagen der FS. Insgesamt verfügte Cisalpino über 30 Zugkompositionen und fuhr auf einem Streckennetz, das sich zwischen den Eckpunkten Schaffhausen, Basel, Genf, Livorno, Florenz und Triest erstreckte, 76 Bahnhöfe an.
Die Personenwagen der lokbespannten Kompositionen hatten eine einheitliche silbergraue Cisalpino-Lackierung, jene der FS auch eine neue Inneneinrichtung. Die Speisewagen wurden aus Selbstbedienungs-Speisewagen umgebaut und boten neben dem Speiseraum (mit Bedienung) auch eine Bar. Ein Teil dieser Züge (hauptsächlich jene mit Speisewagen) verkehrte über Mailand hinaus bis Livorno (über Genua), Florenz, Venedig und Triest.
Zwischen Herbst 2005 und Dezember 2007 wurden von SBB Cargo gemietete Vierstromloks Re 484 im grenzüberschreitenden Durchlauf Mailand–Bern und Mailand–Genf eingesetzt.
Die ersten der vierzehn Anfang 2004 beim französisch-italienischen Unternehmen Alstom Ferroviaria bestellten neuen Hochgeschwindigkeits-Neigezüge des Typs ETR 610 wurden im Juli 2009 in Verkehr gesetzt.
Ehemalige Fahrzeuge
- 09 Neigezüge ETR 470, umgangssprachlich Cisalpino Pendolino
- 14 Neigezüge ETR 610, umgangssprachlich Cisalpino Due
- von Trenitalia und SBB gemietete EuroCity-Züge

Nach der Betriebsaufgabe wurden fünf ETR-470-Neigezüge durch Trenitalia übernommen, die anderen vier von den SBB und die ETR 610 hälftig aufgeteilt.